# Aの魔法陣
Aの魔法陣（エーのまほうじん）とは、コンピュータゲームの製作でも知られている芝村裕吏がデザインした汎用テーブルトークRPG（TRPG）のタイトル。2006年にエンターブレインから書籍版にて発売された。略称は「Aマホ」。

## 概要
特定の背景世界を持たない「汎用TRPG」であり、ゲームマスターとプレイヤーの工夫によってどのような世界のどのような物語でも再現することが可能。また、芝村裕吏が手がけた様々なコンピュータゲームの設定に共通する無名世界観の再現のためのデータが豊富に用意されている。
元々は、2004年に樹想社から発売された書籍「アルファ・システムサーガ」の巻末に付録としてつけられていたルールだったのだが、デザイナーの芝村裕吏がインターネット上でルールの改訂や追加データの掲載など熱心なサポートを続けた結果、2006年にエンターブレインより単独のゲーム製品として発売されることになった。単独販売がされるまでにすでにインターネット上で幾度かのルール改訂が繰り返されていて、2006年の単独製品化の時点でルールはすでにver3.0になっている。2012年にはver4.0対応のルールブックが新たに発売された。

## システム
ゲームシステムはTRPGとしては特異なものになっており、従来のTRPGよりも「参加者全員で即興で物語を作り上げるツール」という方向性が強いルールになっている。

### 成功要素
『Aの魔法陣』では他のTRPGのようにプレイヤーキャラクター（以下PC）の能力を数値で表さない。能力は全て言葉で表現される。（厳密には絵や音楽など、数えられるあらゆるものが成功要素になり得るが、ここでは通常使用される言葉のみで解説する）　例えば、「考古学知識」「ひまつぶしの才能」「勘」「カレーのおいしい作り方」などで、プレイヤーは考えうる限りどんなものでも能力として自由に設定することができる（ただし、最終的にはゲームマスターの許可が必要）。このように「言葉」で自由に表現できるPCの能力のことを「成功要素」と呼ぶ。また、成功要素はいついかなるときにでもプレイヤーは新しく設定することができる。腕力が必要そうなシチュエーションになったとき、「実は俺のキャラクターは腕力が強いんだ」といって自分の成功要素に「腕力」を追加しても良いのである。ただし、一回の行為判定に対して新たに追加できる成功要素は1つまでであり、また、一人が持てる成功要素の総数には最大値が設定されている。
また、プレイヤーは、PCの能力としての成功要素を好きに作り出すだけでなく、周囲の状況をPCが有利になるような「解釈」をゲームマスター（このゲームではセッションデザイナーと称される）に押し付けることができるのも特徴である。例えば「槍の使い手」という成功要素で戦っているキャラクターは「長い得物だと戦闘が有利になる」という「解釈」をセッションデザイナーに提案することで、PCを有利にできる。このPCを有利にするための状況解釈は「一時的成功要素」といわれ、一回の行為判定につき2個までの「一時的成功要素」を作ることができる。「一時的成功要素」は通常の成功要素と違って、行為判定が終了すれば消滅する、

### プレイヤーキャラクター
『Aの魔法陣』ではPCはキャラクター1名に限定されない。A-DIC（後述）にもよるが、人間1名、昆虫、細菌、神、国家、軍団、艦船…など、考えうるかぎりあらゆるものをPCとして運用できる。
これはキャラクターが特定の能力値を持たず設定と成功要素のみで表現される故に可能となったことで、『Aの魔法陣』の大きな特徴のひとつである。

### 行為判定
『Aの魔法陣』の行為判定は通常のTRPGとは構造が逆転しており、セッションデザイナーがプレイヤーに行為判定を要求するのでなく、プレイヤーがセッションデザイナーに行為判定をさせてくれと要求することが原則になっている。セッションデザイナー側から自主的にプレイヤーに対して行為判定を示唆することは通常はありえない。プレイヤーが行動宣言を行わない限りはゲームが進まないというのは大きな特徴になっており、常に目的意識を持ってロールプレイを行うことが推奨される。
このゲームではプレイヤーは思いつく限りいかなる行為にもチャレンジすることができるが、その行為に対し、規定の難易度といったものが存在しないのが大きな特徴である。つまり、その行為を行うことでゲームの目的（「M*」と記される）をどれほど達成しやすいか、という観点から難易度が算出されるのである。逆にいうと、その行為が目的達成に寄与しないと判断された場合、難易度はゼロとなり意味がないと判定される。
プレイヤーが「○○という行動をしたいのだが、難易度はどれくらいになるか？」とSDに質問した場合、SDはそれに対して難易度をつける。ここでプレイヤーは所持する成功要素と難易度を比較し、いくつ抽出されうるかを検討するのである。特徴的なのは「質問」がシステムに組み込まれていることで、プレイヤーは限られた質問回数あるいは質問時間の内に、考え得る行動選択肢が行為判定を成功させるのに適切であるかどうかを検討し、適切な行動を考え出す必要があるわけである。
プレイヤーが正式に行動宣言をおこなうと、それに対してセッションデザイナーは難易度を宣言する。このとき、前提変換という特徴的な処理が行われる。これは難易度算出の前提自体を変更するものである（例えば1kgのものを手で持ち上げる難易度は1だが、ピンセットで持ち上げる難易度は2000　のように）。
行動と前提が決定し、難易度が確定したら、プレイヤーは使用できそうな成功要素と一時的成功要素を宣言する。使用する成功要素は所有している限り宣言してもよい（が、一定の提出限界数は存在する。成功要素を新たに作り出すのはこの宣言のタイミングで行う）。
次に、セッションデザイナーは提出された成功要素の中から行為判定に使えそうな成功要素を抽出する。使用された成功要素の数が難易度以上ならば行為判定は成功になる。もしも難易度に届かなかった場合は、6面体ダイスによる判定となる。ダイスは使用された成功要素と同じ数だけ振ることができ、その出目合計が難易度の二倍以上ならば成功となる。ただし、出目に一個でも1が混じれば失敗になるのでダイスによる判定はリスクが高い（サイコロを三個使用した場合、少なくとも一つ“1”のでる確率は50%にもなる）。しかし、サイコロの数が多いほど期待値は大きくなるため、プレイヤーは期待値の大きさか失敗する可能性の低さかのどちらをとるべきか悩まされることとなる。
また判定が成功や失敗になったときに何が起こるのかはゲームマスターが決定するのだが、ダイスでの判定の出目が難易度以上で難易度の二倍以下だった場合は「失敗ではなかったが、成功でもない結果が出た」という結果になる。このときにどういう結果になったのかはゲームマスターでなくプレイヤーが提案できるという特殊なルールが存在する。ゲームマスターさえ想定していなかった全く新しいイベントが発生する。そしてこれはセッション中に多発する。
以上のように、『Aの魔法陣』のゲーム的な特徴は、「ゲームマスター（セッションデザイナー）は行為判定の最終決定者にすぎず、ストーリーを作りだしていくのはプレイヤーたちである」という構造にある。ただし、プレイヤーが即興で物語を作り出すことでゲームをすすめていくTRPGは『CLAMP学園TRPG』や『ヒーローウォーズ』にも近いものもあり、『Aの魔法陣』のみの特徴というわけでない。

### 判定単位
『Aの魔法陣』では、能力の高低は根源力という数字で表され、これを判定単位で割った数の成功要素を持つことができる（例：判定単位100ならば根源力2000のキャラは20個の成功要素を持つ）。
判定単位は判定する物事のスケールを表しており、下げれば判定を細かくでき、上げれば大雑把にすることができる。
このルールを柔軟に運用することで、ゲームはダイナミックに変化する。同じ根源力2000のキャラクターを100人集めて判定単位を2000にすれば1人1成功要素でゲームが行えるし、判定単位を20にして1人で100成功要素を持つ、などということが可能である。
もちろん、判定単位が変われば難易度も変化する。判定単位100の難易度10は、判定単位500の難易度2ということである。
オンラインセッションではゲームの煩雑化を避けるため、判定単位を上げてプレイするのが一般的である（300〜500でプレイされることが多い）。

## 世界設定
『Aの魔法陣』は汎用TRPGなため特定の世界設定に縛られない。しかし、ゲームの舞台となる世界の特徴を現すために、「A-DIC」と言われるサプリメントを導入することが推奨されている。
A-DICとはシナリオにおける舞台設定や物語類型ごと導入される固有のルールやデータの集合体のことである。ゲームマスターやプレイヤーが成功要素を作成するさいに必要な「物語のテーマ的にありえそうなこと」のガイドもかねており、数値データ以上に「物語のジャンルごとの"お約束"」の理解が必要な『Aの魔法陣』ではA-DICを一切使わずにゲームを行うことは困難である。
- A-DIC日常編
  - 現代の日本を舞台にプレイするときに使用するA-DIC。『Aの魔法陣』のもっとも基本的なA-DIC。他のA-DICよりも汎用性が高く使いやすい。学園ドラマや刑事ドラマなどの再現にも使える。基本ルールブックに収録。
- A-DICファンタジー
  - 剣と魔法のファンタジー世界を再現するA-DICなのだが、舞台となるのが「現代日本の中にある閉鎖された県」という設定になっており、エブリデイ・マジックな風味も混じっている。基本ルールブックに収録。
- A-DICウォードレス
  - 近現代を舞台にした世界での戦闘状況をサポートするA-DIC。ガンパレードに収録されているウォードレスとは異なる世界である。基本ルールブックに収録。
- A-DIC式神の城
  - 同名ゲーム再現のためのA-DIC。『Aの魔法陣リプレイブック』にβ4のバージョンが掲載されている。
- A-DICガンパレード
  - 高機動幻想ガンパレード・マーチ再現のためのA-DIC。『Aの魔法陣 ルールブック 〜ガンパレード・マーチ篇〜』に収録。

A-DICは自作も推奨されており、自作したA-DICをネットで公開している者もいる。無名世界観のサイトやJGCなどで開かれる公式イベントなどでは、芝村裕吏を始めとした製作スタッフの作ったA-DICが配布されることもある（ガンパレードマーチのβ版、ガンパレードオーケストラ、絢爛舞踏祭、電網適応アイドレスのA-DICなど）。

## オンラインセッション
『Aの魔法陣』はオンラインセッションが活発なシステムとしても知られている。
『Aの魔法陣』はゲームルールがダイスの振り合いよりも、成功要素の提出という形が基本で進められるため、電子掲示板やチャットを使ったオンラインセッションが非常にやりやすいゲームになっている。定期更新型オンラインゲームの形式と親和性が高いのもオンラインでの『Aの魔法陣』普及のメリットになっている。
『Aの魔法陣』は2004年のルールVer1の発表直後から様々な場所でデザイナーの芝村裕吏が企画するオンラインセッションが行われ、彼や彼の作品多くのファンがそれに追随してオンラインセッションを企画するようになっていったという歴史がある。そのため、2006年に『Aの魔法陣』（ルールVer3）が単独販売された時点ではすでに『Aの魔法陣』のオンラインセッションのコミュニティがいくつも出来上がっていたという充実した環境が実現されており、2007年2月現在でも『Aの魔法陣』のオンラインセッションは様々な場所で定期的に行われている。同時参加人数100人というオンラインセッションとしては大規模なイベントが行われたこともある。
2009年現在、Ａの魔法陣ガンパレードマーチオンライン集積所でA-DICガンパレードを使用した公式ゲームが行われている。

## 作品一覧
- アルファ・システムサーガ
  - 樹想社より2004年に発売。Aの魔法陣ルールVer1を収録。単行本サイズ。ISBN 978-4-87777-052-5。
- Aの魔法陣ルールブック
  - エンターブレインより2006年に発売。Aの魔法陣ルールVer3と、3つのA-DICを収録。単行本サイズ。ISBN 978-4-7577-2731-1。
- Aの魔法陣リプレイブック~式神の魔法陣編~ 
  - エンターブレインより2006年に発売されたリプレイ集。形態を変えた3種類のリプレイとA-DIC式神の城β3を収録。単行本サイズ。ISBN 978-4-7577-2971-1。
    - キャンペーンリプレイ　-　全4話。無名世界観のサイドストーリーでアルファ・システムファン向け。GMは芝村裕吏でプレイヤーはエースプレイヤーを採用。エースだけあってかなりテクニカルなプレイングが目立つ。
    - ゲストリプレイ　-　こちらは無名世界観に興味のないTRPGファン向けのリプレイで、『Aの魔法陣』というシステムの特性を生かして「普通のTRPGではできないことが本当にできるのか」に挑戦したリプレイ。「なんでもできるゲーム」といわれたプレイヤーがリプレイ冒頭で世界創造を挑戦して判定に失敗して世界が滅んでいる。GMは小太刀右京で、プレイヤーは三田誠、田中天、速水螺旋人、三輪清宗。
    - セレクションリプレイ　-　オンラインセッションの傑作選を3本収録。
- Aの魔法陣 ルールブック ~ガンパレード・マーチ篇~
  - エンターブレインより2008年に発売。Aの魔法陣ルールVer3を完全改訂したうえで、ガンパレードマーチの世界観に特化したTRPGとして作り直した新ルールブック。単行本サイズ。ISBN 978-4-7577-4453-0。
- Aの魔法陣 リプレイブック ~ガンパレード・マーチ篇~
  - エンターブレインより2011年に発売。鈴木銀一郎がゲストとして参戦したリプレイ集。単行本サイズ。ISBN 978-4-0472-6830-2。
- Aの魔法陣ルールブック NEXT GENERATION（原作：芝村裕吏／脚色：是空とおる／漫画：高渡あゆみ）
  - エンターブレインより2012年に発売。Aの魔法陣ルールVer4を収録。ISBN 978-4-0472-8237-7。
    - 解説漫画では『式神の城』の登場人物、およびそれに関連する人物が登場する。これについて、芝村はあとがきで「どこかの誰かが頑張った結果、あの世界（式神世界）にも平和が訪れたのだと思う」と述べている。

## 外部サイト
- Aの魔法陣　公式サイト
- Aの魔法陣ルールブック NEXT GENERATION
- Aの魔法陣ルールブック NEXT GENERATION サポートページ